# Quasimodo

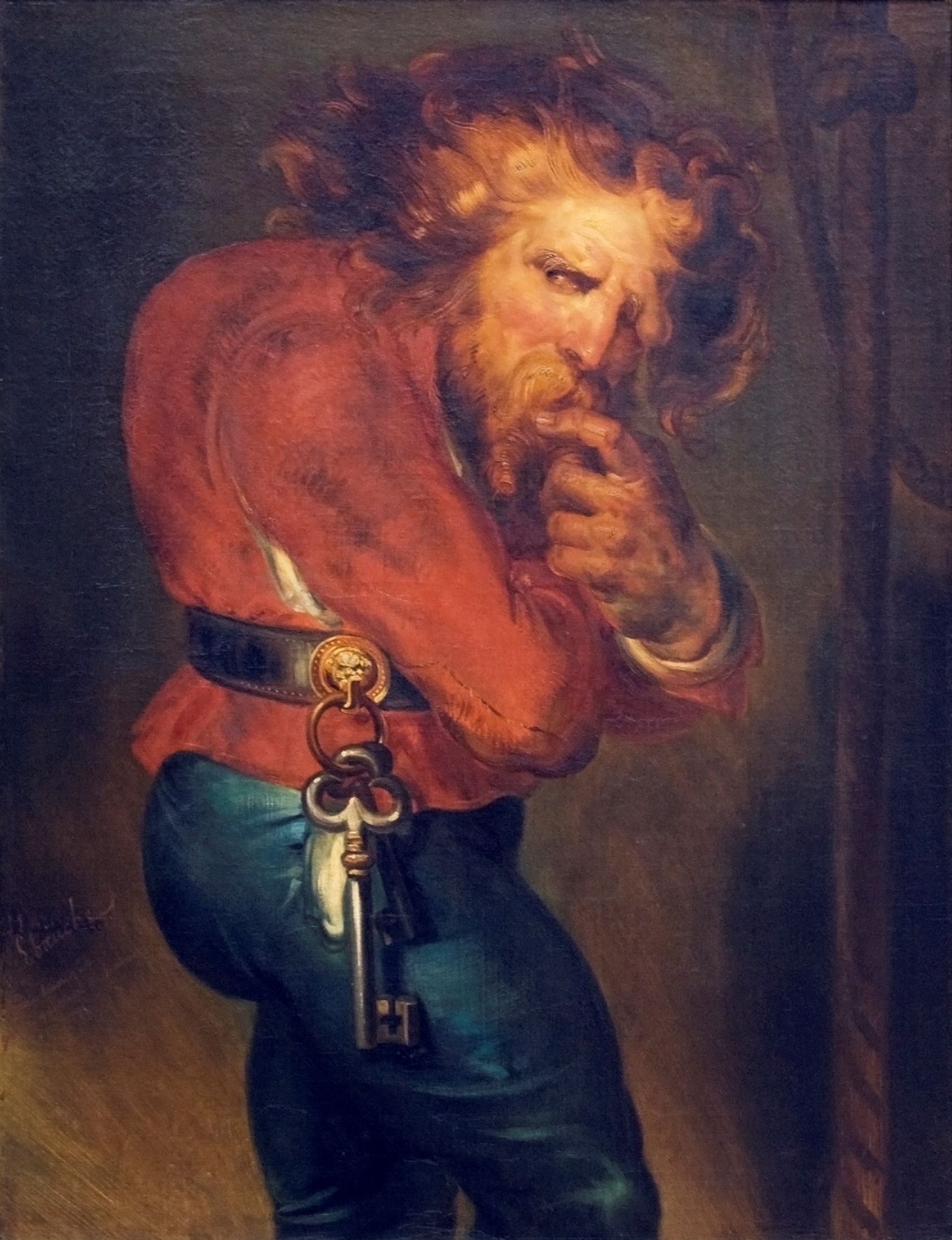
Quasimodo

Quasimodo är en litterär gestalt och titelfigur i Victor Hugos roman Ringaren i Notre Dame. Han är enögd, vanskapt, har puckelrygg och är djupt förälskad i den vackra Esmeralda. I boken har han dragit sig undan allt folk som retar honom och behandlar honom illa. Han älskar bara Esmeralda och sin fosterfar, ärkediakonen Claude Frollo. Han är döv, vilket han blev genom att ringa i klockorna, och talar knappt.
I Disneyfilmen med samma namn så vill han istället lämna Notre Dame, där han hålls instängd, och träffa allt folk i Paris. I filmen hör han bra och kan tala flytande.

## Biografi i boken
Quasimodos historia i Victor Hugos roman börjar med att en grupp romska kvinnor rövar bort ett annat barn, den söta Agnes, och sedan lägger dit honom istället. Sedan blev han skickad till Notre-Dame, där Claude Frollo tog sig an honom. Vid det laget var han redan fyra år gammal, men tycks ha lidit av någon sorts utvecklingsstörning som gjorde att han verkade yngre.
Frollo såg till att han blev ringare i Notre Dame. Quasimodo tyckte om att ringa i klockorna, men blev döv av det vid fjorton års ålder.
Quasimodo fick när han var tjugo år, under året 1482, då huvuddelen av romanen utspelar sig, ett spöstraff utdömt i en farsartad rättegång på grund av missförstånd som uppkom av att både han och domaren var döva. När Quasimodo sedan bad om vatten kastade folk saker på honom och hånade honom tills den vackra och godhjärtade Esmeralda kom och gav honom vatten.
När Esmeralda sedan skulle bli hängd kom Quasimodo och dramatiskt räddade henne in i Notre Dame. När kyrkan sedan angreps av en pöbelhop, kastade han ner stenar och hällde ner smält bly för att försvara sig och Esmeralda.
På slutet knuffar han ner Claude Frollo, sin fosterfar som han tidigare älskat så mycket, så att denne ramlar och slår ihjäl sig. Hur det sedan går för Quasimodo är oklart, men det antyds att han också dör en tragisk död. I en epilog står det att man ungefär två år efter händelserna i boken hittade två skelett vid en galge:
"Det ena av skeletten, som var av en kvinna, hade ännu kvar några flikar av ett tyg som hade varit vitt, och runt om sin hals ett halsband med en liten sidenpåse som var prydd med ett grönt glassmycke. Denna påse var öppen och tom. Det andra skelettet, som höll det förra tätt omfamnat, var ett mansskelett. Man lade märke till att dess ryggrad var krokig, dess huvud nedtryckt mellan skulderbladen och dess ena ben kortare än det andra. Ryggraden var för övrigt ej bruten vid ryggraden, och han hade följaktligen ej blivit hängd."
Antydningsvis var det Quasimodo som hade dött av sorg bredvid Esmeralda.

## Quasimodos biografi enligt Disney
I det musikalnummer som utgör prologen till Disneys film Ringaren i Notre Dame framgår det att Quasimodos mor var en romsk kvinna som blev mördad av Claude Frollo. Den stränge domaren höll honom sedan instängd i klocktornet i tjugo år, alltså tills handlingen började, då Quasimodo rymde för att han så gärna ville vara med på narrspelen. I Disneys tolkning är han väldigt blyg, men har ett hjärta av guld. Han är även väldigt rädd för Frollo (vilket man inte kan klandra honom för), och vågar inte säga emot honom.
Vad som senare händer i filmen framgår tydligt i artikeln om denna. I slutet blir i alla fall Quasimodo hyllad som hjälte för hur han räddade Esmeralda. Och i uppföljaren, Ringaren i Notre Dame II, får han en flickvän: den fagra, godhjärtade och fantasifulla Madellaine.